# Tim Kleinwächter
Tim Kleinwächter (* 8. Juli 1989 in Ochsenfurt) ist ein deutscher Paracycler.

## Sportliche Laufbahn
2006 erlitt Tim Kleinwächter im Alter von 17 Jahren einen Unfall mit dem Fahrrad und lag anschließend vier Wochen lang im Koma. Seitdem sind seine Sehnerven stark beschädigt. Den Wunschberuf Zimmerer konnte er nicht ergreifen, stattdessen macht er Ausbildungen zum Masseur und zum Physiotherapeuten. 2007 begann er zudem mit Lauftraining und mit Triathlon. 2011 fuhr er erstmals mit einem Freund als seinem Pilot auf einem Tandem und konnte sich mit guten Wettkampfergebnissen für das deutsche Paracycling-Team empfehlen.
Bei den UCI-Paracycling-Bahnweltmeisterschaften 2014 belegte Kleinwächter auf dem Tandem hinter dem Piloten Erik Mohs Platz acht in der Einerverfolgung und Platz neun im 1000-Meter-Zeitfahren, auf der Straße wurde er ebenfalls Achter mit Mohs. Im Jahr darauf wurde er Zehnter bei den Straßen-Weltmeisterschaften.
Nachdem Mohs 2016 seine Radsportlaufbahn beendet hatte, wurde der Radsportler Peter Renner Kleinwächters neuer Pilot. Ab Herbst 2018 trainierte er gemeinsam mit Olympiasieger Stefan Nimke mit dem Ziel, bei den Sommer-Paralympics 2020 in Tokio in Tandemrennen auf der Bahn zu starten. Erschwert wurde die Zusammenarbeit durch die große Entfernung zwischen ihren Wohnorten Schwerin und Bad Windsheim. Rennen auf der Straße will Kleinwächter weiterhin mit Renner bestreiten.
Ende November 2018 wurden Kleinwächter und Nimke in der Frankfurter Oderlandhalle deutsche Meister in der Einerverfolgung über 4000 Meter und stellten dabei mit 4:27,41 Minuten einen deutschen Rekord auf. 2019 belegte er bei den Bahnweltmeisterschaften in der Verfolgung Platz acht und bei den Straßenweltmeisterschaften im Straßenrennen Platz zehn.